# Virginia Davis
Virginia Davis (ur. 31 grudnia 1918 w Kansas City, zm. 15 sierpnia 2009 w Corona) – amerykańska aktorka dziecięca, jedna z pierwszych gwiazd wytwórni Walta Disneya. 
Była gwiazdą jednej z pierwszych produkcji filmowych Walta Disneya pt. "Kraina czarów Alicji" z 1923 r., będącej połączeniem gry aktorskiej z animacją. W latach 1923–1927 wystąpiła w cyklu 13 filmów o przygodach Alicji. Jako nastolatka zagrała jeszcze w filmach "Three on a Match", "The Harvey Girls" i "Weekend in Havana", a następnie zakończyła karierę aktorską. Pracowała jako dekoratorka wnętrz, redaktor czasopisma i agentka nieruchomości. Zmarła w swoim domu w Corona w Kalifornii z przyczyn naturalnych.

## Filmografia
- 1932: Three on a Match
- 1946: Dziewczęta Harveya